# 陈海啸
陈海啸（1961年—），浙江温岭人，汉族，中华人民共和国政治人物、第十二届全国人民代表大会浙江地区代表。
毕业于温州医学院医疗专业，加入中国农工民主党。担任台州医院院长。2008年起担任全国人大代表。2013年，被选为全国人大代表。